# Doghouse
Doghouse es una película de terror británica de 2009.

## Trama
La trama es sobre un grupo de hombres que viajan a un pueblo en Inglaterra para ayudar a uno de sus amigos a terminar su divorcio. Al llegar, descubren que todas las mujeres han sido infectadas con un tóxico que los convierte en caníbales.

## Elenco
- Stephen Graham como Vince.
- Danny Dyer como Neil.
- Noel Clarke como Mikey Mouse.
- Lee Ingleby como Matt. Character
- Keith-Lee Castle como Patrick.
- Emil Marwa como Graham.
- Neil Maskell como Banksy.
- Christina Cole como "Candy".
- Terry Stone como Sargento Gavin Wright.
- Nicola Jane Reading como La Bruja.
- Jenna Goodwin como Dorothy Perkins.
- Emily Booth como The Snipper.
- Tree Carr como Julie Mini-Mart.
- Ria Knowles como Pigtails.
- Alison Carroll
- Deborah Hyde
- Victoria Hopkins como La Novia.
- Beryl Nesbitt
- Mary Tamm como Meg Nut.
- Billy Murray como Coronel.
- Adele Silva como Bex, esposa de Mikey.
- Jessica-Jane Clement

## Producción
La película fue escrita por Dan Schaffer, dirigida por Jake West.

## Lanzamiento
La película fue lanzada en Reino Unido el 12 de junio de 2009 y fue lanzada en Estados Unidos como un vídeo.